# Michael Korten
Michael Korten (ur. 9 kwietnia 1953 roku w Anrath) – niemiecki kierowca wyścigowy.

## Kariera wyścigowa
Korten rozpoczął karierę w międzynarodowych wyścigach samochodowych w 1977 roku od startów w Niemieckiej Formule 3 oraz w Europejskiej Formule 3. W edycji niemieckiej z dorobkiem sześćdziesięciu punktów uplasował się na czwartej pozycji w klasyfikacji generalnej. W późniejszych latach Niemiec pojawiał się także w stawce Europejskiej Formuły Super Vee, Europejskiej Formuły 2, German Racing Championship, 24-godzinnego wyścigu Le Mans, World Sportscar Championship oraz World Challenge for Endurance Drivers.